# Lubāna
Lubāna er beliggende i Madonas distrikt i det østlige Letland og fik byrettigheder i 1992. Igennem byen flyder floden Aiviekste – en af Letlands længste floder. Før Letlands selvstændighed i 1918 var byen også kendt på sit tyske navn Luban.